# Ottorino Quaglierini
Ottorino Quaglierini, né le 18 mai 1915 à Livourne et mort le 26 juillet 1992, est un rameur d'aviron italien. Il a remporté la médaille d'argent en huit aux Jeux olympiques d'été de 1936 à Berlin avec Dino Barsotti, Enrico Garzelli, Guglielmo Del Bimbo, Cesare Milani, Enzo Bartolini, Mario Checcacci, Dante Secchi et Oreste Grossi.